# 有馬豊氏
有馬 豊氏（ありま とようじ）は、安土桃山時代から江戸時代前期にかけての武将・大名。丹波国福知山藩主、のち筑後国久留米藩の初代藩主。久留米藩有馬家2代。

## 生涯
永禄12年（1569年）、摂津有馬氏の一族である有馬則頼の次男として播磨国三木の三津田城にて誕生した。摂津有馬氏は、赤松氏の庶流で有馬赤松家ともいい、室町時代に摂津国有馬郡を本拠としたことから有馬を苗字とした一族である。豊氏の家はこの摂津有馬氏の一族で、祖父である有馬重則が三木に進出した。また、重則の正室は室町幕府管領の細川京兆家の出身であり、豊氏は細川澄元の曾孫にあたるという名門の血筋である。
豊氏は、少壮より父に従って各地を転戦したが、有馬家には兄で次期当主・則氏がいたので、姉婿にあたる大名・渡瀬繁詮に仕え、家老を務めた。天正20年（1592年）の豊臣氏による朝鮮出兵に際しては、兵200を率いて名護屋城に参陣している。
文禄4年（1595年）、渡瀬繁詮が秀次事件に連座して改易されたうえに切腹させられると、豊臣秀吉の命によりその所領と家臣を全て引き継ぎ、遠江国横須賀3万石の大名として秀吉に仕えることとなった。

### 関ケ原の戦い
秀吉死後は、父の則頼と共に徳川家康に接近し、慶長4年（1599年）正月には家康の命により淀城の守備に当たっている。徳川家の御伽衆として遇され、慶長5年（1600年）6月には家康の養女・連姫（蓮姫）を娶った。
同年9月の関ヶ原の戦いでは東軍に与し、美濃国岐阜城攻めや関ヶ原本戦で後ろ備えを務めた。その功により同年12月、3万石を加増され、丹波福知山6万石に転封となり、福知山藩を立藩した。慶長7年（1602年）に父が死去すると、その遺領・三田2万石も継承し、丹波福知山8万石の大名となった。豊氏は初代福知山藩主として福知山の町を築いたことで知られる。

### 大坂の陣
慶長19年（1614年）からの大坂の陣においても徳川方として参戦して功を挙げた。元和6年（1620年）12月8日、筑後久留米に21万石に加増転封され、国持ち大名となった。元和7年（1621年）3月18日、久留米に入部した。前藩主・田中氏の統治の際に、支城の一つであった久留米城は一国一城令により破却されており、豊氏は久留米城の修築や城下町の整備を進めながら領国経営を開始する。久留米城修築に際しては、榎津城・福島城など廃城の資材が転用された。また、同年には、丹波福知山の瑞巌寺を久留米に移し、梅林寺を建立している。
寛永14年（1637年）11月に島原の乱が勃発すると、豊氏は当時江戸にあり、老齢であったが自ら島原まで出陣している。島原の乱では久留米藩から6,300余人が出陣しており、戦死173人、手負い1412人を出している。
寛永19年（1642年）閏9月29日、74歳で死去。跡を長男・忠頼が継いだ。豊氏の死後、近侍の2名が殉死しており、のちに豊氏の廟の傍らに葬られている。明治10年に篠山神社が創建されると、豊氏も祀られた。

## 年譜
※日付＝明治4年までは旧暦
- 文禄3年（1594年）6月、従五位下玄蕃頭に叙任。
- 文禄4年（1595年）、豊臣秀吉に仕え、3,000石。
  - 8月、遠江国横須賀の地に3万石。
- 慶長3年（1598年）8月、豊臣秀吉薨去後、徳川家康に与し、徳川家の御伽衆となる。
- 慶長5年（1600年）
  - 6月、徳川家康の養女連姫と婚姻。関ヶ原の戦いでは東軍に従軍。
  - 12月13日、丹波国福知山で6万石。
- 慶長7年（1602年）8月以降、父則頼の遺領であった摂津国三田2万石を継承し、合計8万石。
- 元和6年（1620年）閏12月8日、筑後国久留米に転封し、21万石となる。
- 寛永3年（1626年）8月19日、従四位下に昇叙し、玄蕃頭如元。
- 寛永11年（1634年）7月16日、侍従兼任。
- 寛永19年（1642年）閏9月29日、卒去。享年74。法号：春林院殿如夢道長大居士。
- 大正5年（1916年）11月15日、政府より贈従三位。

## 人物・逸話
- 茶道も嗜む文化人で、利休七哲の一人に数えられることもある。
- 若年の頃から深く禅に帰依し、かたわら儒学を学んだとされる。質素な逸話が残されているという[4]。
- 本願寺の東西分裂に対して、東西両派のどちらにつくかは門徒の自由としていたが、晩年の寛永14年（1637年）、東本願寺派の排斥に転じた。これは、幕府有力者から藩内門徒の東本願寺帰属が要請された際、藩政への介入とみて強く反発したものとされる。なお、2代藩主・忠頼は逆に西本願寺を排斥している[6]。
- 豊氏は築城・土木に詳しかったとされ、慶長11年には江戸城本丸の普請、慶長12年（1607年）には駿府城の建築、慶長16年（1611年）には禁裏の造営、元和4年（1618年）には大坂城の修繕工事にあたっている[2]。一方でこれらは藩財政を圧迫した[5]。久留米入部後も、城と城下町の建設に加えて島原の乱の負担が重なり、下記のような増徴を図る一方で、領民の人心掌握に腐心している[7]。
- 久留米藩では増徴のため、年貢徴収の基準として拝領高の1.5倍にあたる32万石を「内検高」として設定した。同様の政策を横須賀や福知山でも行っており、「玄蕃高」と酷評されたという[8]。
- 姉婿の家老から21万石の大名まで躍進した豊氏であったが、同時に多様な出自を持つ家臣団を持つこととなった。渡瀬家から引き継いだ「横須賀衆」、父の三田藩から引き継いだ「梅林公御代衆」、豊氏が福知山で召し抱えた「丹波衆」、そして久留米で新たに召し抱えた家臣などである。これらの派閥は、後年に至るまで久留米藩の政争に影響を及ぼすことになった[9]。

## 系譜
- 父：有馬則頼（1533-1602）
- 母：振 - 別所忠治の娘
- 正室：蓮姫、長寿院 - 松平康直の娘、徳川家康の養女
  - 長男：有馬忠頼（1603-1655）
  - 次男：有馬信堅
  - 三男：有馬頼次（1611-1649）
- 生母不詳の子女
  - 女子：鳥居忠房正室
  - 女子：小出吉重正室
  - 女子：土田某室
  - 女子：水野守信正室
- 養子
  - 女子：建部光重室 - 有馬則氏の娘

## 登場作品
- 葵 徳川三代（2000年、演：若尾義昭）